# Ільїнка (Казахстан)
Ільї́нка (каз. Ильин) — село у складі Єсільського району Північноказахстанської області Казахстану. Адміністративний центр Ільїнського сільського округу.
Населення — 944 особи (2021; 1258 у 2009, 1399 у 1999, 1433 у 1989).
Національний склад станом на 1989 рік:
- росіяни — 67 %
- казахи — 24 %.